# Saudação de Bellamy

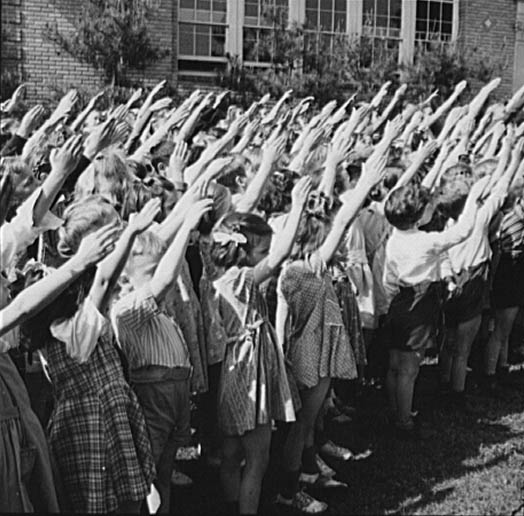
Um grupo escolar fazendo a saudação de Bellamy, maio de 1942.

A Saudação de Bellamy é o gesto de mão descrito por Francis Bellamy (1855–1931), claramente baseada na saudação romana, em que se ergue o braço para cima para acompanhar a garantia americana de fidelidade. Durante o período que foi usado como garantia de fidelidade, também era usada às vezes como “saudação à bandeira”. Foi usado primeiramente em 12 de outubro de 1892 de acordo com instruções publicadas de Bellamy para “a celebração nacional da escola do dia de Colombo”.
A saudação civil inicial foi substituída com o gesto da mão no coração, seguido pela extensão do braço como descrita por Bellamy. Por causa da similaridade entre a saudação de Bellamy e a saudação à Hitler, o presidente Franklin D. Roosevelt instituiu o gesto da mão sobre o coração como a saudação a ser feita por civis durante a garantia da fidelidade ao hino nacional dos Estados Unidos, em vez da saudação de Bellamy. Isto foi feito quando o congresso adotou oficialmente o código da bandeira em 22 de junho de 1942. Em 1943, as pessoas que estavam inicialmente resistentes à mudança, endossaram o gesto do mão-sobre-o-coração durante a garantia.